# Synagoga v Křinci
Synagoga v Křinci je bývalý židovský templ postavený jako náhrada za starší modlitebnu. Nachází se v městysu Křinec jihozápadně od náměstí, v ulici Dr. Chmelaře jako čp. 43.

## Historie a popis
Do doby, než byla v obci v 60. letech 19. století vystavěna synagoga, používali židovští obyvatelé modlitebnu v domě čp. 34. Zmínky o první synagoze se však týkají už období před rokem 1835, kdy zároveň se školou a vinopalnou údajně stávala synagoga na náměstí Republiky na místě dnešní školy čp. 18-19. V témže roce došlo k městskému požáru, kterému synagoga i vinopalna podlehly, a dále se používala modlitebna ve výše zmíněném domě čp. 34 Morice Raudniztkého. Od poloviny 19. století začal počet židovských obyvatel narůstat a objevovaly se požadavky na výstavbu synagogy, jež nakonec proběhla v letech 1867–1868. Městský historik Antonín Stifter uvádí jako dobu stavby roky 1868 – 1870. Na tehdejší poměry v Křinci se jednalo o velkolepou jednopatrovou budovu, která měla po stranách i na přední straně typická vysoká okna zakončená horním obloukem. Prostory interiéru vyplňoval velký sál s dvěma řadami lavic směřujícími k východní straně, kde stál aron ha-kodeš a pult pro čtení tóry.
V druhé polovině 19. století docházelo ke stěhování Židů do okolních rozvíjejících se měst, až byla synagoga roku 1893 zrušena a cca o třicet let později prodána městu Křinci, které uvažovalo o využití jako muzeum. Pamětní desky se jmény zakladatelů byly přemístěny do synagogy v Nymburce. Po roce 1945 pak byl objekt rekonstruován k obytným účelům.

## Současnost
Do dnešní doby se z původního vzhledu budovy kromě hrubé stavby zachovaly jen některé dekorativní prvky vnější stavby, např. jsou vidět náznaky horních oblouků oken. Budova má dvě patra a je silně je zanedbaná.

## Židovská komunita v obci
V Křinci bydleli Židé od konce 17. století. Vedle bývalé synagogy stojící dům čp. 42 využívala zdejší židovská obec jako obecní dům. Od roku 1884 měli místní obyvatelé k dispozici také vlastní židovský hřbitov využívaný až do druhé světové války.
Křinecká židovská komunita přestala existovat počátkem 20. století podle zákona z roku 1890.
Holokaust bohužel žádný z křineckých Židů nepřežil.